# Bhala

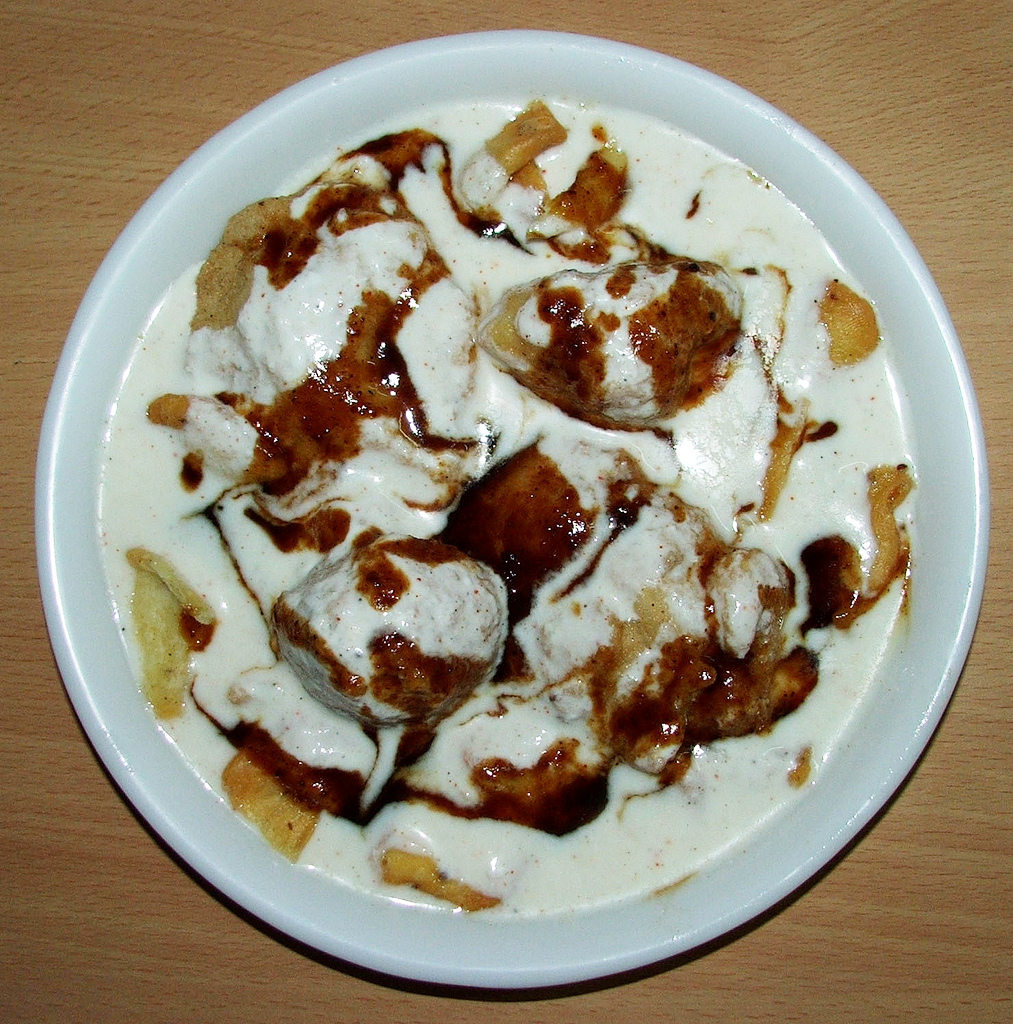
Bhala, papri chaat en dahi (yogur) con chutney saunth.

El bhala es un aperitivo de Pakistán y el norte de la India vendido en tiendas y kioskos de chaat. Se le añade pasta de judía verde especiada que se fríe como croquetas. Suele guarnecerse con yogur (dahi), chutney saunth (jengibre seco y salsa de tamarindo) y especias. Habitualmente se sirve frío, a diferencia del aloo tikki.